# Кубок Шотландії з футболу 1886—1887
Кубок Шотландії з футболу 1886–1887 — 14-й розіграш кубкового футбольного турніру у Шотландії. Титул вперше здобув Гіберніан.

## Четвертий раунд
Команди Клайд, Дамбартон, Данблейн, Данді Гарп, Гіберніан, Герлфорд Юнайтед, Кілмарнок, Порт-Глазго Атлетік, Квінз Парк, Терд Ланарк, Вейл оф Левен пройшли до наступного раунду після жеребкування.
| Команда 1                 | Рахунок | Команда 2            |
| ------------------------- | ------- | -------------------- |
| 6 листопада 1886          |         |                      |
| Мортон                    | 11:0    | Керфін Шемрок        |
| 13 листопада 1886         |         |                      |
| Альбіон Роверз            | 1:6     | Камбусленг           |
| Ковденбіт                 | 0:3     | Камбусленг Гіберніан |
| Квін оф зе Сауз Вондерерс | 8:2     | Арброт               |
| Сент-Бернардс             | 5:1     | Іерін Роверс         |

## П'ятий раунд
| Команда 1                     | Рахунок | Команда 2                 |
| ----------------------------- | ------- | ------------------------- |
| 27 листопада 1886             |         |                           |
| Вейл оф Левен                 | 2:0     | Камбусленг Гіберніан      |
| 4 грудня 1886                 |         |                           |
| Клайд                         | 0:0     | Терд Ланарк               |
| Данді Гарп                    | 2:2     | Дамбартон                 |
| Гіберніан                     | 7:3     | Квін оф зе Сауз Вондерерс |
| Герлфорд Юнайтед              | 5:1     | Мортон                    |
| Кілмарнок                     | 6:0     | Данблейн                  |
| Порт-Глазго Атлетік           | 6:2     | Сент-Бернардс             |
| Квінз Парк                    | 1:1     | Камбусленг                |
| 11 грудня 1886 (перегравання) |         |                           |
| Камбусленг                    | 4:5     | Квінз Парк                |
| Дамбартон                     | +:-     | Данді Гарп                |
| Терд Ланарк                   | 4:2     | Клайд                     |

## Чвертьфінали
| Команда 1                    | Рахунок | Команда 2        |
| ---------------------------- | ------- | ---------------- |
| 25 грудня 1886               |         |                  |
| Герлфорд Юнайтед             | 0:0     | Дамбартон        |
| Кілмарнок                    | 0:5     | Квінз Парк       |
| Порт-Глазго Атлетік          | 1:3     | Вейл оф Левен    |
| Терд Ланарк                  | 1:2     | Гіберніан        |
| 8 січня 1887 (перегравання)  |         |                  |
| Дамбартон                    | 1:2*    | Герлфорд Юнайтед |
| 22 січня 1887 (перегравання) |         |                  |
| Дамбартон                    | 3:1     | Герлфорд Юнайтед |

* - результат було скасовано, було призначено повторний матч.

## Півфінали
| Команда 1     | Рахунок | Команда 2     |
| ------------- | ------- | ------------- |
| 22 січня 1887 |         |               |
| Гіберніан     | 3:1     | Вейл оф Левен |
| 29 січня 1887 |         |               |
| Квінз Парк    | 1:2     | Дамбартон     |

## Фінал
| 12 лютого 1887 |

| Гіберніан | 2:1 | Дамбартон |
| --------- | --- | --------- |
|           |     |           |

| Гемпден-Парк, Глазго Глядачів: 10 000 |